# Nikki Clan (álbum)
Nikki Clan es el álbum debut de la banda mexicana del mismo nombre. Fue lanzado el 15 de mayo de 2006 en México y Latinoamérica.
Todas las canciones incluidas en el álbum son versiones en español de canciones interpretadas originalmente en inglés por otros artistas, entre las cuales destaca «Boy Like You», de la cantante estadounidense Diana DeGarmo, la cual se tradujo al español como «No me digas que no».
El 26 de febrero de 2007 fue lanzada la reedición del álbum con dos canciones extras «No quiero verte» incluida previamente como canción oculta del álbum y «Niñas mal» canción principal de la película mexicana del mismo nombre.

## Antecedentes
En enero de 2005 Alberto Espinoza, integrante del grupo «Los Piltrafas» contacta al productor Abelardo Vázquez para que conociera su música, dos meses después Los piltrafas reciben la invitación del productor a integrar como voz principal a Yadira Gianola, naciendo así el grupo «Nikki Clan».
En abril de 2005 comienzan a trabajar juntos en la grabación de algunos demos como «Mírame» y «Dímelo a mí», en julio del mismo año presentan su proyecto ante Sony BMG siendo bien aceptado, lo que originó la firma de un contrato discográfico por la grabación de cinco discos.
En noviembre del mismo año inician las grabaciones del álbum bajo la producción de Abelardo Vázquez en los estudios Signature Sound en la ciudad de San Diego, California. En enero de 2006 se da por terminado el álbum en Precision Mastering de Los Ángeles, California.
El álbum fue lanzado originalmente el 15 de mayo de 2006 y se conforma de 12 canciones en español que funcionan como covers de canciones interpretadas originalmente en inglés, además de una pista oculta («No quiero verte») compuesta por los integrantes Alberto Espinoza y José Antonio Dabdoub para la banda que inicialmente fue «Los Piltrafas».
El 26 de febrero de 2007 fue lanzada la reedición del álbum donde se cambió por completo el arte y se agregaron dos canciones a la lista: «No quiero verte» incluida previamente como canción oculta del álbum y «Niñas mal» el tercer sencillo del álbum.

## Sencillos
«Mírame (Overkill)» fue lanzado como primer sencillo del álbum en 13 de marzo de 2006. Su video fue estrenado el 22 de marzo del mismo año a través de MTV Latinoamérica. El 7 de agosto de 2006 es lanzado «No me digas que no (Boy like you)» como segundo sencillo con el que consiguieron certificación de oro en México por más de 50,000 descargas como «Máster Ringtone» (tono de llamada).
A principios de 2007 fue lanzado el tercer sencillo del álbum «Niñas mal» incluida posteriormente en la re-édición del álbum. El video de la canción se estrenó en febrero a través de MTV Latinoamérica, además es la canción principal de la película mexicana del mismo nombre protagonizada por Martha Higareda, Camila Sodi, Camila Arenas, Ximena Sariñana y María Aura.
A mediados de 2007 fue lanzado «Corazón abierto (The difference in me)» como cuarto y último sencillo del álbum.

## Lista de canciones
| N.º   | Título                                                      | Escritor(es)                                                                      | Versionista                                                                                                 | Duración |  |
| 1.    | «Mírame (Overkill)»                                         | Jade Ell y Petter Lindgard                                                        | Miguel O Vázquez                                                                                            | 3:31     |  |
| 2.    | «Corazón abierto (The difference in me)»                    | Moore, Kara DioGuardi y John Shanks                                               | Ángel Yáñez, Yadira Gianola y Abelardo Vázquez                                                              | 3:45     |  |
| 3.    | «No te amo (Up up up)»                                      | Emmanuel Olsson y Jeanette Olsson                                                 | Abelardo Vázquez y Yadira Gianola                                                                           | 3:11     |  |
| 4.    | «Te siento (Damn you)»                                      | Gibson y Ringqvist                                                                | Alberto Espinoza, José Antonio Dabdoub, José Carlos Monrroy. Ángel Yáñez, Yadira Gianola y Abelardo Vázquez | 3:50     |  |
| 5.    | «A mi lado (Cyber police)»                                  | Gibson y Han'Some                                                                 | Yadira Gianola                                                                                              | 3:00     |  |
| 6.    | «No me digas que no (Boy like you)»                         | Moore, Kara DioGuardi y John Shanks                                               | Paty Cantú                                                                                                  | 2:56     |  |
| 7.    | «Dame un día más (Perfect)»                                 | Martinsen y Sorensen                                                              | Paty Cantú                                                                                                  | 3:44     |  |
| 8.    | «Dimelo a mí (Say it to me)»                                | Kara Dioguardi, Lauer, Lewis y Petty                                              | Yadira Gianola                                                                                              | 3:08     |  |
| 9.    | «Grita y llora (She's a freak)»                             | Bengtsson y Bergström                                                             | Paty Cantú                                                                                                  | 3:02     |  |
| 10.   | «Como me dejas así (No more víolíns)»                       | Anders Wollbeck y Mattias Lindblom                                                | Yadira Gianola                                                                                              | 3:08     |  |
| 11.   | «Celos (Mr. Jealousy)»                                      | Daniel Boquist y Samuel Engh                                                      | Salvador Rizo                                                                                               | 3:16     |  |
| 12.   | «Qué más da (Still alive)» «No quiero verte» (Pista oculta) | Daniel Boquist, Leif Sundin y Samuel Engh Alberto Espinoza y José Antonio Dabdoub | Salvador Rizo N/A                                                                                           | 8:08     |  |
| 44:49 |                                                             |                                                                                   | |          |  |

| Reedición |                            |                                             |               |          |  |
| N.º       | Título                     | Escritor(es)                                | Versionista   | Duración |  |
| 12.       | «Qué más da (Still alive)» | Daniel Boquist, Leif Sundin y Samuel Engh   | Salvador Rizo | 3:12     |  |
| 13.       | «No quiero verte»          | Alberto Espinoza y José Antonio Dabdoub     | N/A           | 4:34     |  |
| 14.       | «Niñas mal» (Bonus track)  | Niclas Kings, Niklas Bergwall & Lisa Greene | N/A           | 3:21     |  |
| 47:38     |                            |                                             |               |          |  |

## Certificaciones
| País   | Organismo certificador | Certificación | Ventas certificadas | Simbolización |
| ------ | ---------------------- | ------------- | ------------------- | ------------- |
| México | AMPROFON               | Oro           | 50 000              | ●             |

## Créditos
| - Abelardo Vázquez Ramos: Productor ejecutivo, dirección y arreglos - Joe Marlett: Producción, dirección, arreglos, percusiones, ingeniero de grabación y mezclas - Yadira Gianola: Voz principal - Alberto Espinoza: Segunda voz y bajo - Ángel Yáñez: Guitarras - José Antonio Dabdoub: Guitarras - José Carlos Fausto: Batería - Gisa Vatky: Coros - Carlos Murguía: Dirección y realización de coros - Guillermo Gutiérrez Leyva: Dirección artística y A&R | - Gilda Oropeza: Coordinación A&R - Ivonne Castañeda: Diseño de arte - Olga Laris: Fotografía - Don Tyler: Masterización - Ilan Rubin: Batería - Ethan Luck: Bajo y guitarra - Aron Rubin: Guitarra - Javier Calderón: Guitarra - Bjorn Flueren: Bajo - Dave Curtis: Teclado |